# Alessandro D’Errico
Alessandro D’Errico (ur. 18 listopada 1950 w Frattamaggiore we Włoszech) – duchowny katolicki, arcybiskup, nuncjusz apostolski na Malcie i w Libii w latach 2017–2022.

## Życiorys
24 marca 1974 otrzymał święcenia kapłańskie i został inkardynowany do diecezji Aversa. W 1974 rozpoczął przygotowanie do służby dyplomatycznej na Papieskiej Akademii Kościelnej. 
W latach 1992–1998 pełnił funkcję radcy w nuncjaturze apostolskiej w Warszawie.
14 listopada 1998 został mianowany przez Jana Pawła II nuncjuszem apostolskim w Pakistanie oraz arcybiskupem tytularnym Hyccarum. Sakry biskupiej 6 stycznia 1999 udzielił papież Jan Paweł II. 
21 listopada 2005 został przeniesiony do nuncjatury w Bośni i Hercegowinie, w 2010 został jednocześnie akredytowanym w Czarnogórze.
21 maja 2012 został nuncjuszem apostolskim w Chorwacji.
27 kwietnia 2017 został nuncjuszem apostolskim na Malcie. 10 czerwca tegoż roku papież Franciszek powierzył mu obowiązki nuncjusza także w Libii.
W 1998 odznaczony Krzyżem Oficerskim Orderu Zasługi Rzeczypospolitej Polskiej.
30 kwietnia 2022 papież Franciszek przyjął jego rezygnację z funkcji Nuncjusza Apostolskiego na Malcie i w Libii.